# わくわくオーケストラ
わくわくオーケストラは、兵庫県立芸術文化センターで行われている兵庫県の学校行事である。
クラシック音楽の指揮者、佐渡裕主催。

## 解説
2006年度から始まった。兵庫県内の中学校の1年生にクラシック音楽を聴かせ、音楽を楽しんでもらうことを目的とする。
「自然学校」、「トライやる・ウィーク」のように県民に浸透する県の学校行事になるかが注目されている。